# Comuna Kareda
Kareda este o comună (vald) din Comitatul Järva, Estonia. Cuprinde 11 sate și târgușorul Peetri (reședința comunei). La recensământul din 2000, înregistra o populație de 880 locuitori.

## Localități componente

### Târgușoare
- Peetri

### Sate
- Ammuta
- Ataste
- Esna
- Kareda
- Köisi
- Küti
- Müüsleri (în germană Seinigal; localitatea a fost locuită de germanii baltici.)
- Vodja
- Õle
- Ämbra
- Öötla